# Георги Скопянчето
Джордже Ристич, наречен Георги Скопянчето (на сръбски: Ђорђе Ристић Скопљанче или Đorđe Ristić Skopljanče), e сръбски войвода на чета на сръбската въоръжена пропаганда, действала в Северна Македония.

## Биография
Джордже Ристич е роден на 6 август 1881 година в косовския град Печ, тогава в Османската империя. Завършва гимназия в Скопие, заради което получава и прякора си Скопянче. След това учи в подофицерско училище в Белград, Сърбия.
Присъединява се към сръбската въоръжена пропаганда в Македония. Става основен сръбски войвода в Кумановско, като действа заедно с Коста Пекянец. На 12 – 13 септемвири 1905 година Георги Скопянчето напада село Страцин с 32 четници, след което четата е нападната от турски аскер на височината Гуглин близо до пътя Куманово – Крива паланка. Загиват 9 четници, няколко са ранени и по сръбски данни са убити близо 60 турски войници. Участници в сраженито са и мостарците Ристо Тохол и Риста Миличевич, загинал при Крупня през Първата световна война в отряда на Воислав Танкосич.
Умира и е погребан в Ниш на 27 януари 1911 година, където две години по-късно е издигнат негов паметник.
- Четата на Георги Скопянчето. Трети на последния ред от ляво надясно е Любомир Йездич. До него е Войн Попович
- Писмо от МВнР в Белград до Скопското сръбско консулство да се запази сръбската заплата за Скопянчето
- Надгробният паметник на Скопянчето в Ниш